# 206a Brigada Mixta (Exèrcit Popular de la República)
La 206a Brigada Mixta va ser una unitat militar del Exèrcit Popular Espanyol, creada com a defensa de la Segona República Espanyola en el context de la Guerra Civil Espanyola. Va aconseguir notorietat per ser la unitat que va dominar la revolta que va esclatar a la Base Naval de Cartagena al final de la guerra, durant la coneguda com Revolta de Cartagena.

## Orígens
La 206a Brigada Mixta es va formar a Hortaleza el mes de maig de 1938, i va ser adscrita a la 14a Divisió del XVI Cos d'Exèrcit, reserva del Grup d'Exèrcits de la Regió Central (GERC). El seu primer cap va ser el major de milícies Antonio Sempere Colomina, estant en d'instrucció.

## Historial d'operacions

### Front d'Extremadura
En acabar el seu període d'instrucció, va ser cedida a la 10a Divisió del XXI Cos d'Exèrcit, amb la qual va acudir urgentment, en el mes de juny, al front d'Extremadura per a enfrontar-se a l'ofensiva franquista en aquell sector. Del 24 de juny fins al final de mes, la Brigada va cooperar en els contraatacs republicans sobre els ports de Castuera i Calabazar, en els quals va sofrir fortes pèrdues, fins al punt de ser retirada de primera línia i enviada a Llevant per a la seva reorganització. Sempere va ser reemplaçat per Artemio Precioso Ugarte. Sempere va passar a ser el seu Cap d'Estat Major. La brigada va quedar en segona línia durant les últimes setmanes de la campanya de Llevant, on va romandre com a reserva els següents mesos sense participar en accions bèl·liques destacables.

### Revolta de Cartagena
El 3 de març de 1939, quan es trobava aquarterada a València, la Brigada va ser enviada a Cartagena per a reforçar la guarnició de la Base Naval, com a part de la política de Juan Negrín per evitar conspiracions entre alguns sectors de les forces armades (el comandament de la Base Naval havia recaigut en Francisco Galán Rodríguez). No obstant això, aquest mateix dia, a últimes hores de la nit va esclatar una revolta a la Base Naval, en principi amb caràcter anticomunista però que va anar derivant clarament en suport del bàndol franquista. La Brigada va continuar el seu avanç, encara que ara es tractava de suprimir als colpistes i recuperar el control de la vital Base militar. Al capvespre del 5 de març va arribar als afores de Cartagena i durant l'endemà va anar recuperant el control de la ciutat i de les instal·lacions militars; a primeres hores del dia 7 va acabar amb les últimes resistències dels insurrectes, especialment de les bateries costaneres. Aprofitant l'ocasió, Casado va trencar amb el president Negrín i va donar motiu a un enfrontament entre un conglomerat de forces anti-comunistes enfront de Negrín i els comunistes. El comandant Precioso es va decantar amb la seva brigada per la fidelitat al govern, protegint amb això la zona Sud del Llevant on es trobaven les autoritats governatives i els dirigents del PCE.
El 23 de març els últims dirigents comunistes es van retirar del país, i Artemio Precioso i els comandaments de la seva unitat es van dirigir a l'aeròdrom de Totana, on es van apoderar de tres avions amb els quals van fugir a Algèria. La Brigada va quedar pràcticament dissolta.

## Comandaments
Comandants
- Major de milícies Antonio Sempere Colomina (Maig - Juliol de 1938);
- Major de milícies Artemio Precioso Ugarte (Juliol de 1938 - Març de 1939);